# عثمان سي
عثمان سي هو سياسي مالي، ولد في 25 مايو 1949 في باندياجارا في مالي.